# Flateby, Kungälvs kommun
Flateby är en småort i Harestads distrikt (Harestads socken) i Kungälvs kommun i Västra Götalands län (Bohuslän). En mindre del av orten ligger i Torsby distrikt (Torsby socken).